# Beate Uhse
Beate Dorothea Rotermund-Uhse, född Köstlin 25 oktober 1919 i Wargenau (idag Malinkovka), Ostpreussen, död 16 juli 2001 i St. Gallen, Schweiz, var en tysk pilot och entreprenör. Hon etablerade världens första sexbutik i Flensburg.

## Biografi
Familjen flyttade under Uhses ungdomsår till Hessen. Där var hon aktiv i idrotten och blev i 15 års ålder regionens mästare i spjutkastning. Under samma tid växte hennes strävan att bli pilot. Uhse började däremot en utbildning till hushållerska.
Fadern träffade i Berlin en framstående medlem av tyska aeroklubben som förmedlade en utbildning vid flygskolan i Rangsdorf. Vid sin 18:e födelsedag mottog Uhse sin pilotlicens. Hon blev praktikant på en flygplansfabrik och utbildade sig samtidigt som konstflygare. Licensen fick hon i maj 1939 med framstående betyg.
Hon blev bekant med flygläraren Hans-Jürgen Uhse, och kort före hans tjänst i kriget gifte de sig. Uhse flög nya eller reparerade flygplan för företaget Bücker till Ungern och andra ställen i Europa. Under tiden sökte ett filmbolag en pilot som stand-in för berömda skådespelare. Uhse flög planet gömd i förarkabinen, medan skådespelare som Hans Albers eller René Deltgen satt på pilotens plats.
Året 1943 föddes hennes son Klaus, och ett år senare dog maken i en flygolycka. Vid krigets slut var Uhses insatsort i Staaken vid Berlin. Hon hittade ett flygplan som behövde några få reparationer och flög med sonen, barnflickan, flygmekanikern och två skadade till Nordfriesland. Där blev hon tillfångatagen av den brittiska armén.
Efter kriget bedrev hon handel med olika produkter i Flensburg. Med fyra anställda grundade hon 1951 en butik för kondomer och "Ehehygiene". År 1962 tillkom flera andra produkter, som sexleksaker och pornografiska filmer, och företaget blev världens första sexbutik. På grund av framträdanden i media fick hon öknamn som "Tante Sex" eller "Tabubrottes Mor Courage". Företaget gick 1990 till börsen och hade en omsättning om cirka 100 miljoner D-mark. En undersökning kring året 2000 visade att hon var känd av 98 procent av Tysklands medborgare.
Uhse dog 2001 i samband med en lunginflammation.

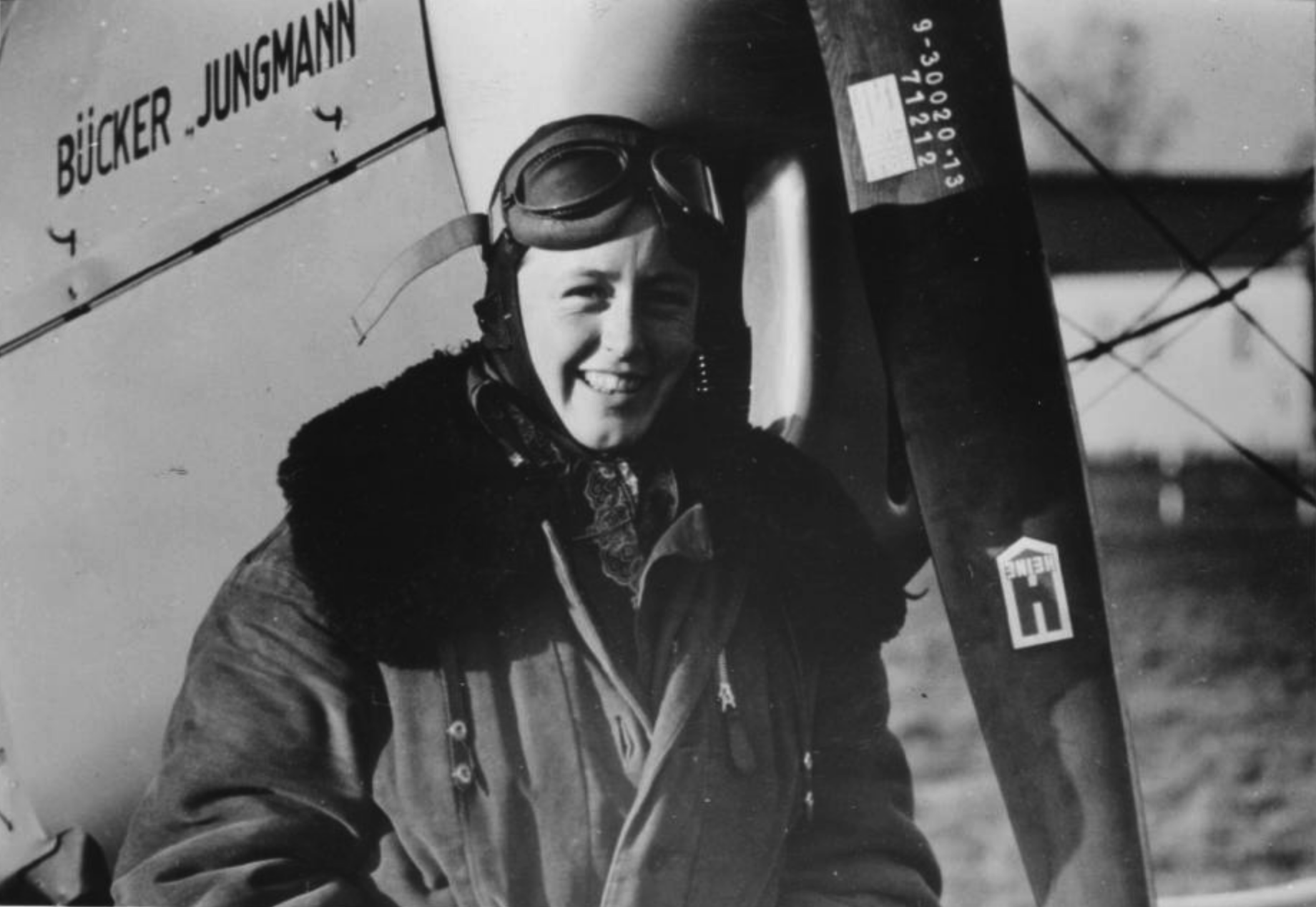
Uhse vid flygskolan i Rangsdorf
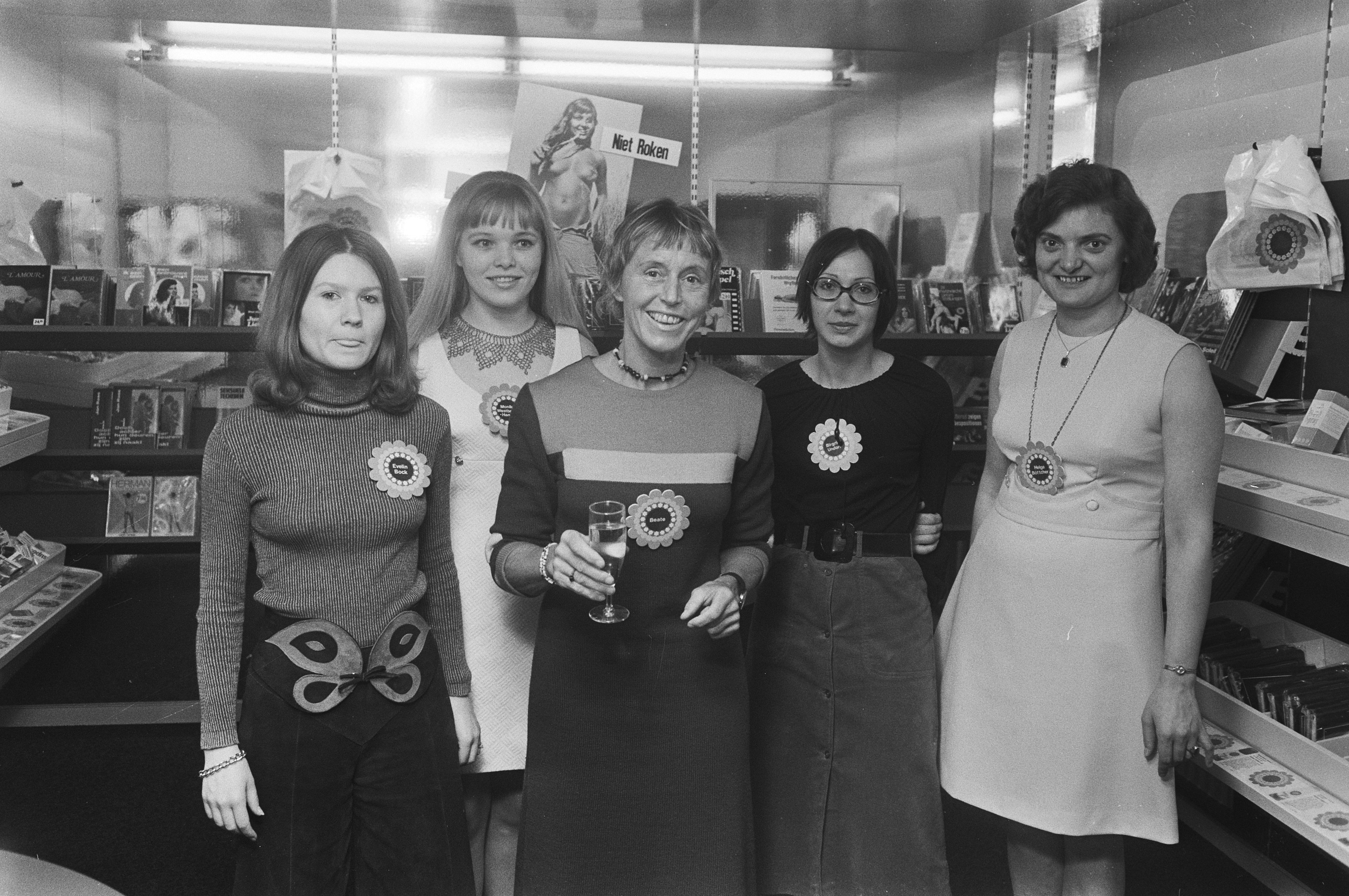
Uhse (i mitten) med anställda
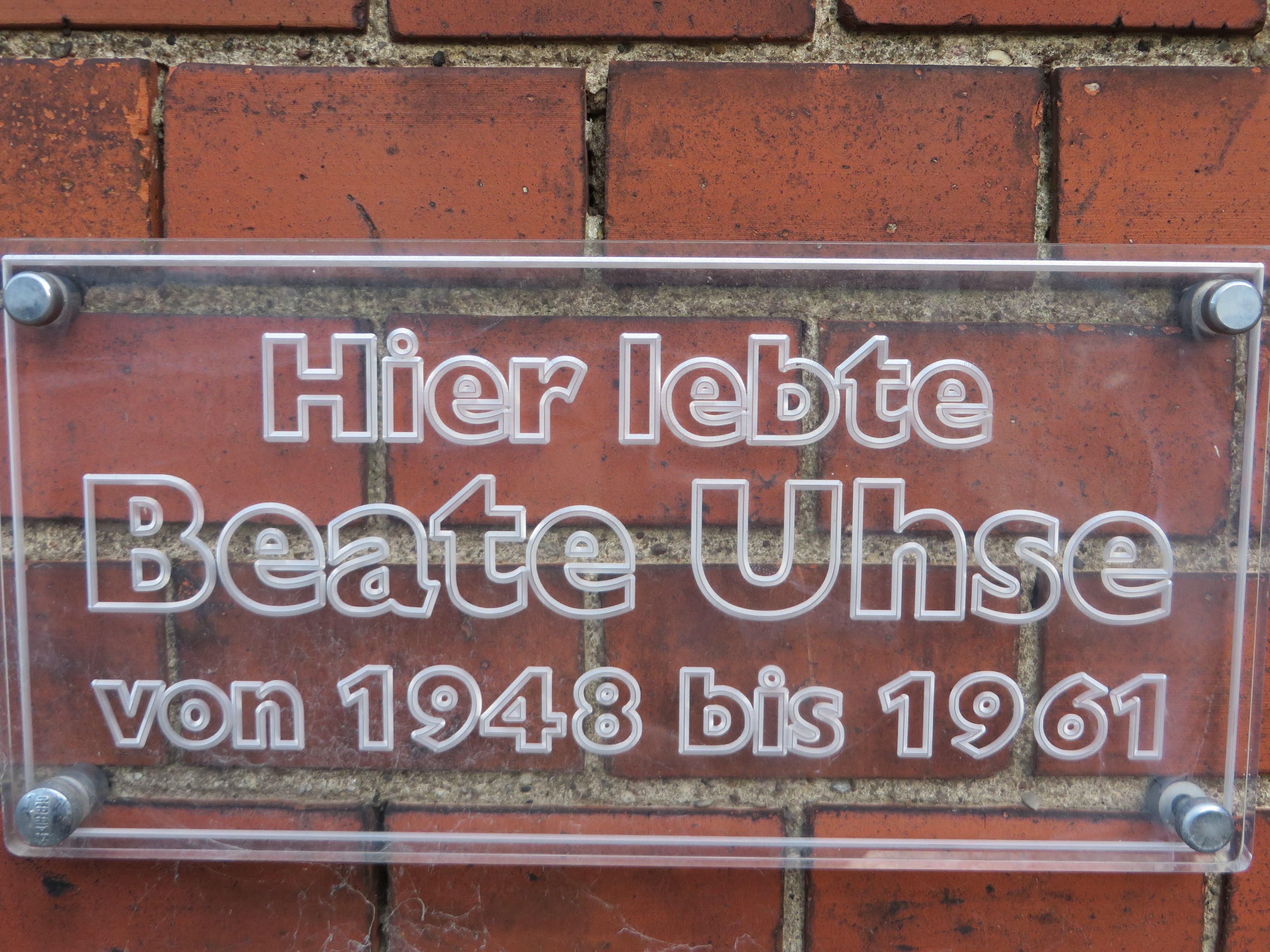
Minnesmärke vid bostadshuset i Flensburg

## Priser
- Förbundsrepubliken Tysklands förtjänstorden, 1989[7]
- International Erotic Award, 1998[8]
- Upptagnings i Flensburgs gyllene bok, 1999
- Hot d’Or d’Honneur, 2000[9]

## Filmografi (urval)
Uhse medverkade bland annat i:
- D III 88, 1939
- Achtung! Feind hört mit, 1940